# Ladzkie
Ladzkie (ukr. Лядське, w II RP Lackie, w latach 1963-1991 Czerwone) – wieś na Ukrainie w obwodzie tarnopolskim, w rejonie czortkowskim.
Do 2020 w rejonie monasterzyskim.

## Literatura
- Laczskye (Laczke, Leczkye) villa. [W:] Akta grodzkie i ziemskie. T. XII. Lwów, 1888, s. 20, 487 etc. (łac.)

## linki zewnętrzne
- Ladzkie (1), pow. buczacki, [w:] Słownik geograficzny Królestwa Polskiego, t. V: Kutowa Wola – Malczyce, Warszawa 1884, s. 63.
- Ladzkie, [w:] Słownik geograficzny Królestwa Polskiego, t. XV, cz. 2: Januszpol – Wola Justowska, Warszawa 1902, s. 209.